# Дзвінкий губно-зубний проривний
Дзвінкий губно-зубний проривний — приголосний звук, що існує в деяких мовах. У Міжнародному фонетичному алфавіті записується як ⟨b̪⟩. В українській мові цей звук передається на письмі літерою б або в.

## Назва
- Дзвінкий губно-зубний проривний
- Дзвінкий губно-зубний зімкнено-носовий приголосний
- Дзвінкий лабіо-дентальний проривний (англ. voiced labiodental stop)
- Дзвінкий лабіо-дентальний зімкнено-носовий приголосний

## Властивості
- Тип фонації — дзвінка, тобто голосові зв'язки вібрують від час вимови.
- Спосіб творення — проривний або зімкнений, тобто повітряний потік повністю перекривається.
- Місце творення — губно-зубне, тобто він артикулюється нижньою губою проти верхніх зубів.
- Це ротовий приголосний, тобто повітря виходить крізь рот.
- Це центральний приголосний, тобто повітря проходить над центральною частиною язика, а не по боках.
- Механізм передачі повітря — егресивний легеневий, тобто під час артикуляції повітря виштовхується крізь голосовий тракт з легенів, а не з гортані, чи з рота.

## Приклади
| Мова    | Слово | МФА       | Значення | Примітки                                              |
| ------- | ----- | --------- | -------- | ----------------------------------------------------- |
| данська | véd}  | [b̪̆e̝ːˀð̠˕ˠ] | знає     | Альтернативний запис — ʋ або v. Див. данська фонетика |